# The Summer Tic EP
The Summer Tic EP är en EP av Paramore som såldes under 2006 års Warped Tour. Namnet på EP kommer från en textrad i låten "Stuck on You, som är en låt gjord av bandet Failure.

## Låtlista
1. "Emergency" (Crab Mix) - 4:03
2. "Oh, Star" (fullbandsversion) - 3:47
3. "Stuck on You" (Failure-cover) - 4:27
4. "This Circle" (demoversion) - 4:05

"Crab mix" togs bort från All We Know Is Falling.